# دین آرمسترانگ
دین آرمسترانگ (انگلیسی: Dean Armstrong؛ زادهٔ ۲۴ آوریل ۱۹۷۳) یک هنرپیشه اهل کانادا است. وی از سال ۱۹۹۹ میلادی تاکنون مشغول فعالیت بوده‌است.
از فیلم‌ها یا برنامه‌های تلویزیونی که وی در آن نقش داشته‌است می‌توان به اره سه‌بعدی اشاره کرد.